# Daisen
För andra betydelser, se Daisen (olika betydelser).
Daisen (japanska: 大仙市?, Daisen-shi) är en japansk stad i prefekturen Akita på den norra delen av ön Honshu. Den är belägen vid Omonofloden. Staden bildades 22 mars 2005 genom en sammanslagning av staden Ōmagari med sju kommuner i distriktet Semboku. 

## Kommunikationer
Ōmagari station ligger på Akita Shinkansen-linjen som ger förbindelse med höghastighetståg till Morioka och Tokyo.

## Galleri

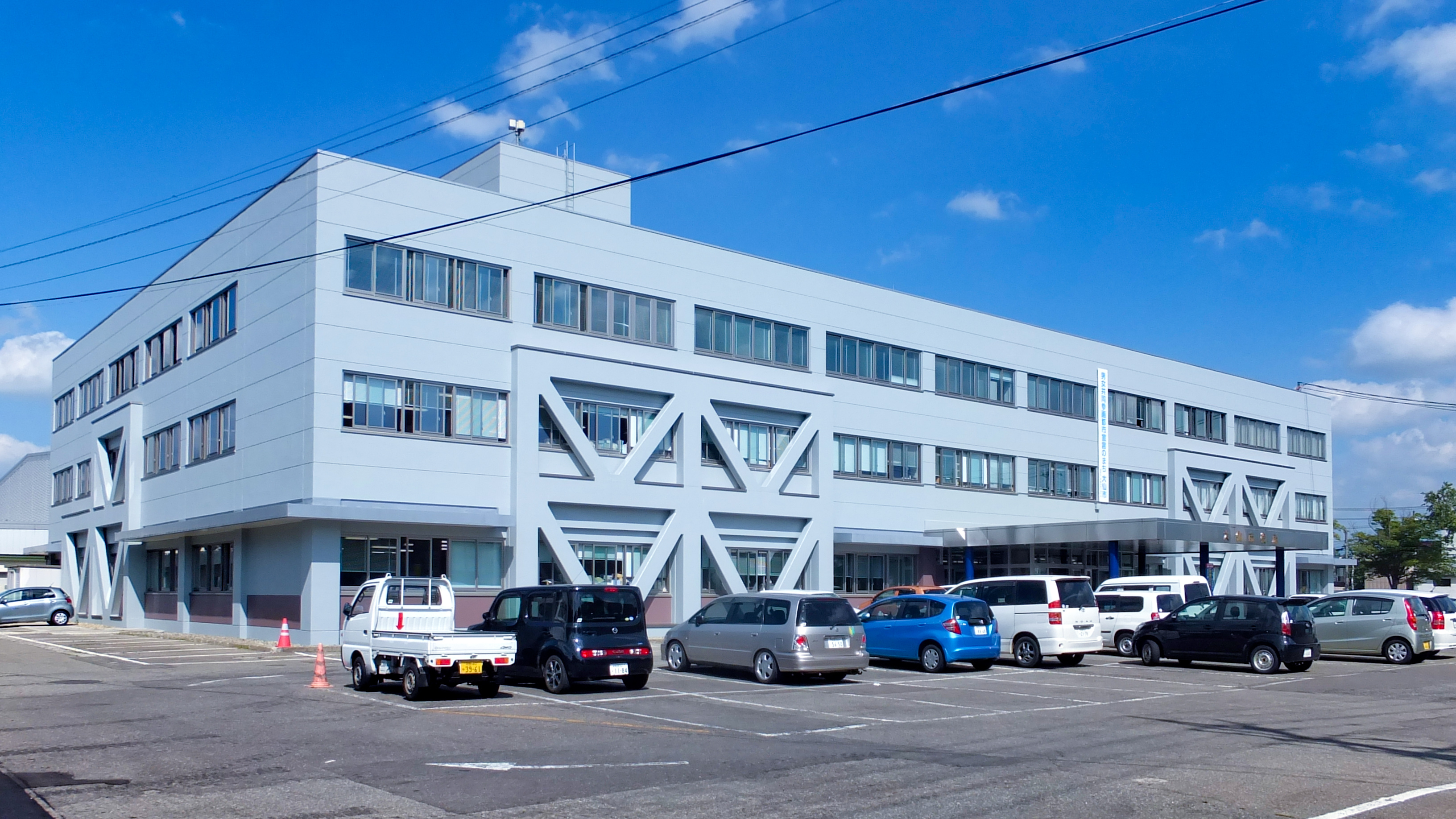
Stadshuset i Daisen
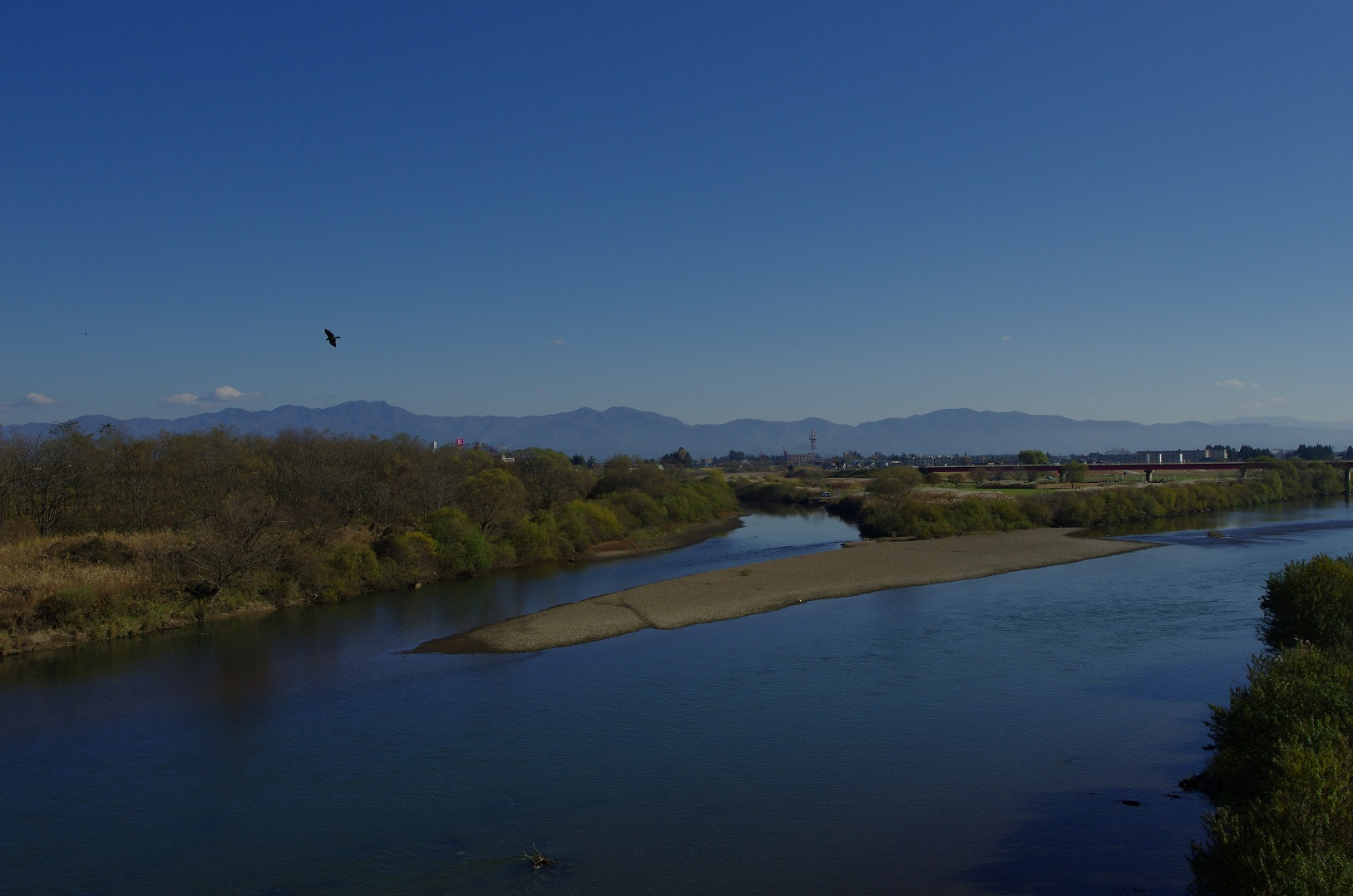
Omonofloden
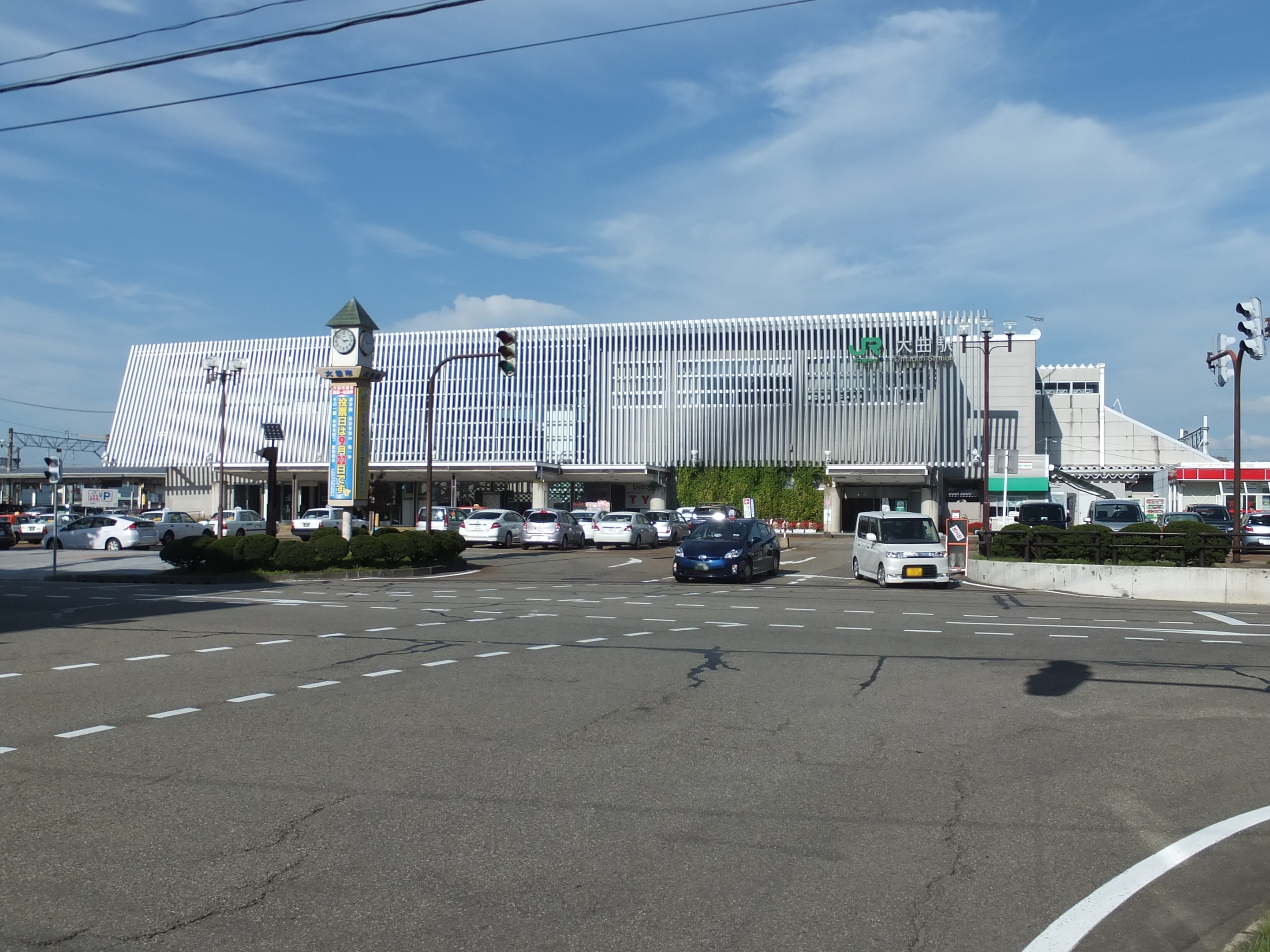
Ōmagari järnvägsstation
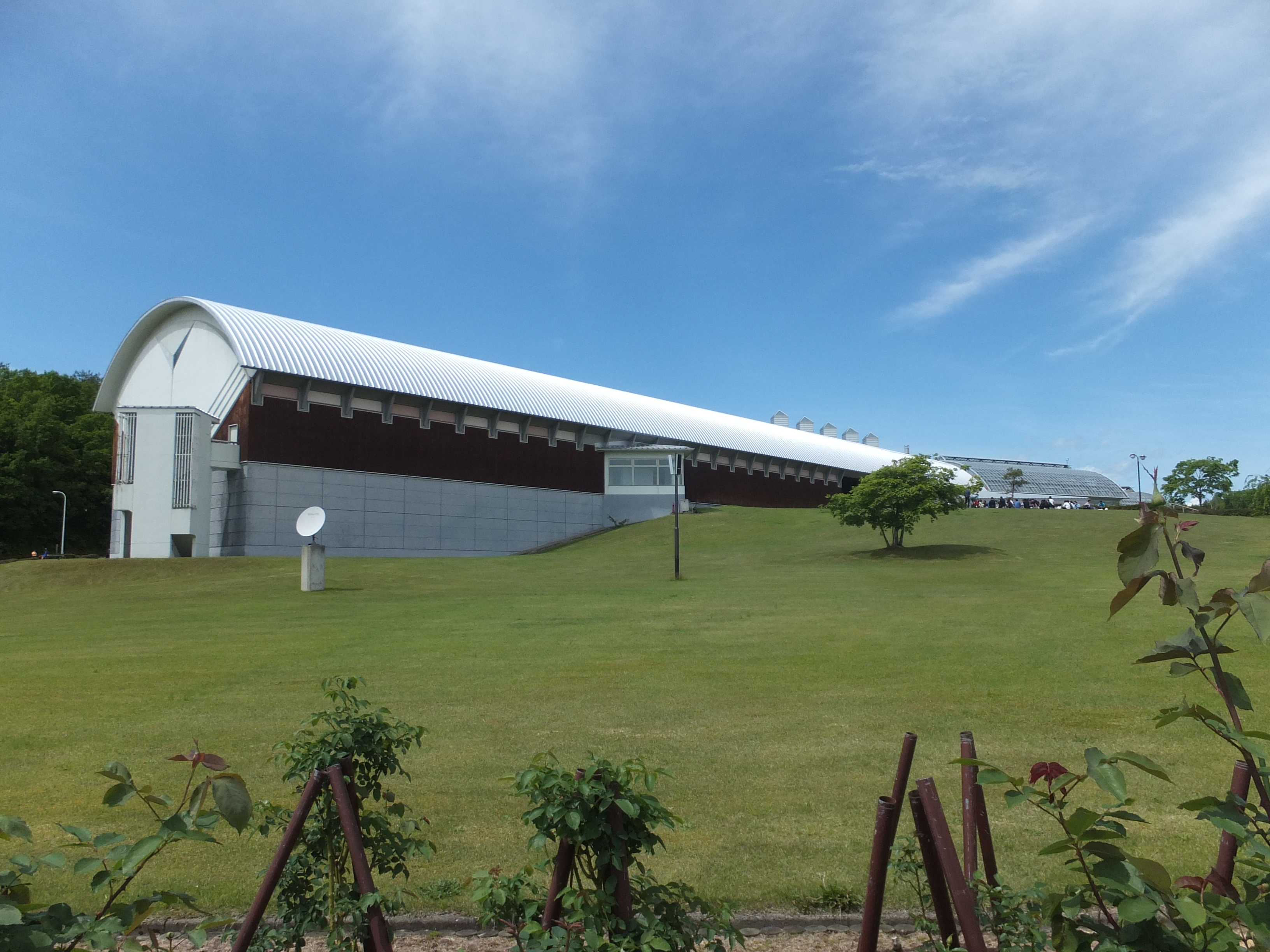
Akita prefekturmuseum för lantbruksvetenskap

- Wikimedia Commons har media som rör Daisen.